# Phaegoptera decrepidoides
Phaegoptera decrepidoides là một loài bướm đêm thuộc phân họ Arctiinae, họ Erebidae.